# بوهوشیتسه
بوهوشیتسه (به چکی: Bohušice) یک منطقهٔ مسکونی در جمهوری چک است که در منطقه تربیچ واقع شده‌است. بوهوشیتسه ۵٫۲۶ کیلومتر مربع مساحت و ۱۰۸ نفر جمعیت دارد و ۴۴۰ متر بالاتر از سطح دریا واقع شده‌است.